# مارش ایرانی

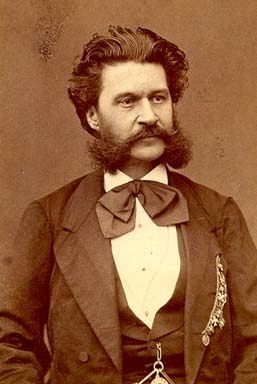
یوهان اشتراوس

مارش ایرانی ((به آلمانی: Persischer Marsch)، اُپوس ۲۸۹، نام مارشی است در سُل مینور است که یوهان اشتراوس (پسر)، آهنگساز نامدار اتریشی، در پاییز ۱۸۶۴ در نهمین تابستان روسی‌اش برای فصل کنسرت پاوْلوفـْسـْک تنظیم کرد. او این اثر را در ابتدا مارش قشون ایرانی (Persischer Armee-Marsch) نامگذاری کرده بود. این اثر اولین بار در فولکس‌هال پاویون در پارک پاوْلوفـْسـْک در ۱۱ ژوئیه برای عموم اجرا و معروف‌ترین اثر از تنظیم‌هایش در آن سال در روسیه شد و دست‌کم ۶۵ بار اجرا شد. مارش ایرانی اثر محبوب سازنده‌اش در تمام زندگی‌اش بود. این اثر نخستین بار در دسامبر ۱۸۶۴ در یک جشنوارهٔ کنسرت در باغ ملی وین به اجرا درآمد و امروزه یکی از کارهای درخشان این آهنگساز نیز به‌شمار می‌رود. یوهان اشتراوس بعدها به ایگناتس اشنیتسر گفت: «من زمانی یک مارش ایرانی نوشتم؛ اما اگر بخواهم مارشی برای اجرای خیابانی بنویسم، دیگر مثل آن نمی‌شود».
بعدها، در سال ۱۸۷۳، وقتی ناصرالدین‌شاه قاجار برای بازدید از «نمایشگاه جهان» به وین رفته بود، یک گروه موسیقی نظامی که نتوانسته بودند سرود ملی ایران را پیدا کنند، به جای آن این مارش را برای ورود شاه اجرا کردند.
این مارش، شعری به زبان فرانسوی دارد که سرودهٔ میرزا رضا خان دانش (پرنس ارفع) است و در آلبوم‌های نُت به‌دست‌آمده از کاخ گلستان، که متعلق به دوران قاجار هستند، عنوان این مارش «سرود ملی ایران» است.
این مارش را نباید با مارش بی‌کلام دیگری به نام مارش ایران اثر علینقی وزیری اشتباه گرفت.
تقریباً یک قرن بعد از تصنیفِ این اثر، در سال ۱۹۶۰، از طرف مقامات دولتیِ ایران از دکتر مارسل پراوی خواسته شد که مارش ایرانی اشتراوس را در برنامهٔ «خفاش» (به آلمانی: Die Fledermaus)، که قرار بود با حضور پادشاه ایران محمدرضاشاه پهلوی اجرا شود، قرار دهد؛ اما در همان شب اجرا، با فاصلهٔ کوتاهی، وقتی متوجه شدند که مارش مربوط به سلسلهٔ ساقط‌شده‌ای توسط سلسلهٔ وقت است، مارش را از برنامه حذف کردند.

## ویدئو
مارش ایرانی، اثر یوهان اشتراوس (پسر) در یوتیوب